# Malsisar
Malsisar fou un estat tributari protegit, una thikana feudatària de Jaipur al Shekawati. Fou fundada per Maha Singh, fill del thakur Zorawar Singh de Jhujhunu que va fundar la fortalesa el 1762.

## Llista de thakurs
- Thakur Maha Singh 1745-1770
- Thakur Prithi Singh (fill) 1770-1822
- Thakur Dungar Singh (fill) 1822-1825
- Thakur Duleha Singh (fill) 1825-1858
- Thakur Udai Singh (adoptat) 1858-1878 (fill de thakur roop singh de mandrella, confirmat el 4 d'agost de 1863)
- Thakur Bhur Singh (fill) 1878-1932
- Thakur Shivnath Singh (fill) 1932-1947
- Thakur Takhat singh (germà) 1947-19854 (+1970) també thikanedar de Madrella.